# Teppei Koike
Teppei Koike 小池徹平 (Koike Teppei?) (Osaka, 5 gennaio 1986) è un cantante e attore giapponese, membro della Universale Music Group , A & M.

## Biografia
Ha un fratello di 3 anni minore. Il suo nome deriva dal manga preferito dal padre, Ore wa Teppei, in Italia conosciuto attraverso l'Anime Io sono Teppei. Esteticamente fa parte del "genere" giapponese kawaii, anche se sa assumere altrettanto bene l'aspetto di uomo maturo e sexy... stando a quanto lui stesso afferma. Per imitare il padre mancino, che ammira e stima moltissimo, ha iniziato a scrivere con la mano sinistra
Di statura fa 1,67 cm per 58 kg. Segno zodiacale orientale: Tigre. 
Alle scuole superiori era in classe con Tomohisa Yamashita
Ha iniziato a cantare in strada, intrattenendo i passanti.
Si trasferisce a Tokyo nel 2002, dove incontra Eiji Wentz con cui forma i WaT e di cui rimarrà sempre buon amico. Nel frattempo debutta anche come attore.
Nel 2005 partecipa alla 2ª stagione di Gokusen, il che contribuisce ad accrescerne la popolarità.
Nel 2006 ottiene il suo primo ruolo da protagonista nel film tratto dall'Anime omonimo Lovely Complex nella parte di Otani Atsushi. A seguito di quest'interpretazione il racconto della sua storia di lasciare la città natale e la famiglia per inseguire il suo sogno d'esser un interprete famoso è stato trasformato in uno shot manga dal titolo "Bokura no ibasho" dallo stesso autore di Lovely Complex.
Alla fine del 2007 esce il suo primo album da solista.

## Filmografia

### Dorama
- 2002  Tentai Kazoku
- 2003 Anata no Jinsei Ohakobishimasu
- 2003 Okaasan to Isshou
- 2003 Yankee Bokou ni Kaeru
- 2004 Houkago - Kaname Komiya
- 2005 Water Boys 2 - Iwata Iwao
- 2005 Gokusen 2 - Takeda Keita
- 2005 Dragon Zakura - Ogata Hideki
- 2005 Oniyome Nikki - Sawamura Ryousuke
- 2006 Team Medical Dragon/Iryu - Ijuuin Noboru
- 2007 Team Medical Dragon 2/Iryu 2 - Ijuuin Noboru
- 2007 Mada Minu Chichi e, Haha e
- 2008 Shibatora - Shibata Taketora
- 2009 Ohitorisama  - Kamisaka Shinichi
- 2010 Team Medical Dragon 3/Iryu 3 - Ijuuin Noboru
- 2011 Propose Kyodai - Yamada Jiro
- 2012 Naniwa Shonen Tanteidan" - Shuhei Shindo
- 2013 Team Medical Dragon 4/Iryu 4 - Ijuuin Noboru
- 2014 Borderline - Kawabata Akira

- Boku no satsui ga koi wo shita (ボクの殺意が恋をした?) – serie TV (2021)

### Cinema
- 2005 Taga Tameni
- 2006 Lovely Complex (film) - Otani Atsushi
- 2006 My favorite girl The movie - Igarashi Hayato
- 2008 Kids (film 2008)
- 2008 Homeless Chuugakusei
- 2009 Gokusen - Il film

## Discografia
Singoli
- 2007: 君に贈る歌 (Kimi ni Okuru Uta)
- 2007: my brand new way
- 2009: キミだけ (Kimi Dake)

Album
- 2007: pieces
- 2009: Jack in the Box